# Phelsuma dubia
Phelsuma dubia is een hagedis die behoort tot de gekko's. Het is een van de soorten madagaskardaggekko's uit het geslacht Phelsuma.

## Naam en indeling
De wetenschappelijke naam van de soort werd voor het eerst voorgesteld door Oskar Boettger in 1881. Oorspronkelijk werd de wetenschappelijke naam Pachydactylus dubius gebruikt.
De soortaanduiding dubia betekent vrij vertaald 'onzeker'.

## Uiterlijke kenmerken
Phelsuma dubia bereikt een kopromplengte tot 6,8 centimeter en een totale lichaamslengte inclusief staart tot 15,5 cm. De hagedis heeft een groenbruine kleur en heeft een vage tekening. Het aantal schubbenrijen op het midden van het lichaam bedraagt 68 tot 89.

## Verspreiding en habitat
De soort komt voor in delen van Afrika en leeft op de Comoren (Mayotte, Grande Comore, Anjouan, Mohéli), en verder in Kenia, Nosy Be, Madagaskar, Mozambique (alleen Ilha de Moçambique), Tanzania en Zanzibar. De habitat bestaat uit droge tropische en subtropische bossen en vochtige tropische en subtropische laaglandbossen. Ook in door de mens aangepaste streken zoals plantages, stedelijke gebieden en aangetaste bossen kan de hagedis worden gevonden. De soort is aangetroffen van zeeniveau tot op een hoogte van ongeveer 100 meter boven zeeniveau.

## Beschermingsstatus
Door de internationale natuurbeschermingsorganisatie IUCN is de beschermingsstatus 'veilig' toegewezen (Least Concern of LC).